# En avant (Haïti)
Pour les articles homonymes, voir En avant.
En avant (en créole haïtien : An avan)  est un parti politique haïtien lancé le 3 octobre 2020 par l'ancien député Jerry Tardieu,,,,,.

## Historique
Bloqué à Porto Rico en raison des violences des gangs armés dans Port-au-Prince, après un voyage diplomatique au Kenya avec qui il signe un accord sur le déploiement d'une force de maintien de l'ordre, le Premier ministre Ariel Henry tente sans succès de rentrer via les États-Unis, la République dominicaine puis la Jamaïque. Alors qu'il a exclu dans un premier temps de quitter le pouvoir, alors que l'opposant Moïse Jean-Charles propose la mise en place d'un Conseil présidentiel après l'appui d'autres partis,, il démissionne ensuite le 11 mars 2024 après avoir mis en place l’état d’urgence. La décision a été prise lors d'une réunion de la Communauté caribéenne au cours de laquelle les signataires de l'accord de Montana, En avant, le Collectif des signataires de la déclaration du 30 janvier 2023, ont soumis des propositions en vue d'organiser une transition. Les États-Unis ont proposé le remplacement d'Ariel Henry par un Conseil présidentiel.
Il est remplacé par un Conseil présidentiel de sept à neuf membres (dont certains seront des observateurs), avec une gouvernance multicéphale avec un nouveau chef de gouvernement supervisé par le Conseil. Les membres seront choisis par des partis politiques, Montana, et le secteur privé.